# کریستوفر رابرت هالپایک
کریستوفر رابرت هالپایک (انگلیسی: Christopher Robert Hallpike؛ زادهٔ ۱۹۳۸ (۸۶–۸۷ سال)) یک انسان‌شناس انگلیسی-کانادایی و استاد بازنشسته انسان‌شناسی در دانشگاه مک‌مستر، انتاریو، کانادا است. او به‌خاطر مطالعات گسترده‌اش دربارهٔ کنسوی اتیوپی و تائواد گینه نو شناخته شده‌است.